# Бобое (департамент)
Бобое (фр. Boboye) — департамент в регионе Досо в Нигере.

## География
Департамент расположен на юго-западе страны. В его состав входят городской муниципалитет Бирни-Нгауре и сельские муниципалитеты Фабиджи, Факара, Хариканасу, Канканди, Киота, Койголо и Н’Гонга. Главный город департамента — Бирни-Нгауре.
Департамент назван в честь проходящей через него реки Даллол Боссо, которая на языке Зарма называется «Бобое». Даллол Боссо — это фульфульдское слово. Бобое буквально означает «долина».
Охотничья зона Бобое является одним из официальных охотничьих угодий Нигера, определённых Генеральным управлением штата по окружающей среде, водным и лесным хозяйствам.